# Diocesi di Clipia
La diocesi di Clipia (in latino Dioecesis Clypiensis) è una sede soppressa e sede titolare della Chiesa cattolica.

## Storia
Clipia, identificabile con Kélibia (Clibia) nell'odierna Tunisia, è un'antica sede episcopale della provincia romana dell'Africa Proconsolare, suffraganea dell'arcidiocesi di Cartagine.
Sono cinque i vescovi documentati di questa sede. Alla conferenza di Cartagine del 411, che vide riuniti assieme i vescovi cattolici e donatisti dell'Africa, parteciparono, per parte cattolica Leodicio, e per parte donatista Geminio. Tra i vescovi cattolici convocati a Cartagine dal re vandalo Unerico nel 484 partecipò il vescovo Aurelio, che venne esiliato in Corsica. Altri due vescovi sono noti per la loro partecipazione ai sinodi di Cartagine del 525 (Crescenzo) e del 646 (Stefano). Secondo una Notitia Episcopatuum greca, la sede esisteva ancora agli inizi dell'VIII secolo con il nome di Claupaion.
Dal 1933 Clipia è annoverata tra le sedi vescovili titolari della Chiesa cattolica; dal 20 aprile 2000 il vescovo titolare è Józef Szamocki, vescovo ausiliare di Toruń.

## Cronotassi

### Vescovi
- Leodicio † (menzionato nel 411)
  - Geminio † (menzionato nel 411) (vescovo donatista)
- Aurelio † (menzionato nel 484)
- Crescenzo † (menzionato nel 525)
- Stefano † (menzionato nel 646)

### Vescovi titolari
- Melchior Chang K'o-hing (Zhang Kexing) † (3 novembre 1949 - 24 novembre 1951 succeduto vescovo di Chongli-Xiwanzi)
- José Damase Laberge, O.F.M. † (3 luglio 1955 - 25 dicembre 1968 deceduto)
- Ernesto Álvarez Álvarez, S.D.B. † (1º maggio 1970 - 21 aprile 1971 succeduto arcivescovo di Cuenca)
- Árpád Fábián, O. Praem. † (8 febbraio 1972 - 7 gennaio 1975 nominato vescovo di Szombathely)
- Peter Nettekoven † (17 marzo 1975 - 23 aprile 1975 deceduto)
- Amédée Wilfrid Proulx † (16 settembre 1975 - 22 novembre 1993 deceduto)
- Józef Szamocki, dal 20 aprile 2000